# Kurt Fritzsche (Politiker)
Kurt Fritzsche (* 20. April 1868; † nach 1940) war ein deutscher Politiker (DNVP, KVP, DSP) und Mitglied des Sächsischen Landtages.
Fritzsche ist ab 1912 in Dresden zunächst als Schriftsteller nachweisbar. Im gleichen Jahr kandidierte er für die Deutsche Reformpartei erfolglos im Reichstagswahlkreis Königreich Sachsen 7. Ab 1920 war er in der sächsischen Landeshauptstadt als Kaufmann und Kartoffelgroßhändler tätig.
Ab dem 19. April 1928 war Fritzsche als Nachrücker für den verstorbenen DNVP-Fraktionsvorsitzenden Johannes Hofmann Abgeordneter des Sächsischen Landtags. Er gehörte dem sächsischen Landesparlament bis 1933 an.
Im innerparteilichen Konflikt zwischen Kuno von Westarp und Alfred Hugenberg war Fritzsche auf der Seite von Westarp. Deshalb trat er am 30. September 1930 aus der Landtagsfraktion aus, verkündete seinen Beitritt zur Konservativen Volkspartei und trat gleichzeitig als Hospitant der Fraktion des Sächsischen Landvolks (SLV) im Sächsischen Landtag bei. Nachdem die SLV-Fraktion am 8. Februar 1932 ihre Auflösung erklärt hatte, war Fritzsche für einige Monate fraktionslos. Mit Schreiben vom 4. September 1932 an den Landtagspräsidenten schloss er sich am 22. November 1932 mit dem ehemaligen NSDAP-Abgeordneten Emil Fischer zur „Fraktion der Deutschsozialistischen Partei“ zusammen.